# 18大道車站 (BMT西城線)
18大道車站（英語：18th Avenue station）是一個紐約地鐵BMT西城線的一個慢車地鐵站，位於本森赫斯特，設有D線（任何時候停站）列車服務。

## 車站結構
| P 月台層 | 側式月台 | 側式月台                           |
| P 月台層 | 北行慢車 | ← 往諾伍德-205街 (79街)            |
| P 月台層 | 尖峰快車 | → 無定期服務                       |
| P 月台層 | 南行慢車 | → 往康尼島-斯提威爾大道 (20大道) → |
| P 月台層 | 側式月台 |                                    |
| M        | 夾層     | 閘機、出入口、MetroCard自動售票機  |
| G        | 街道層   | 出入口                             |

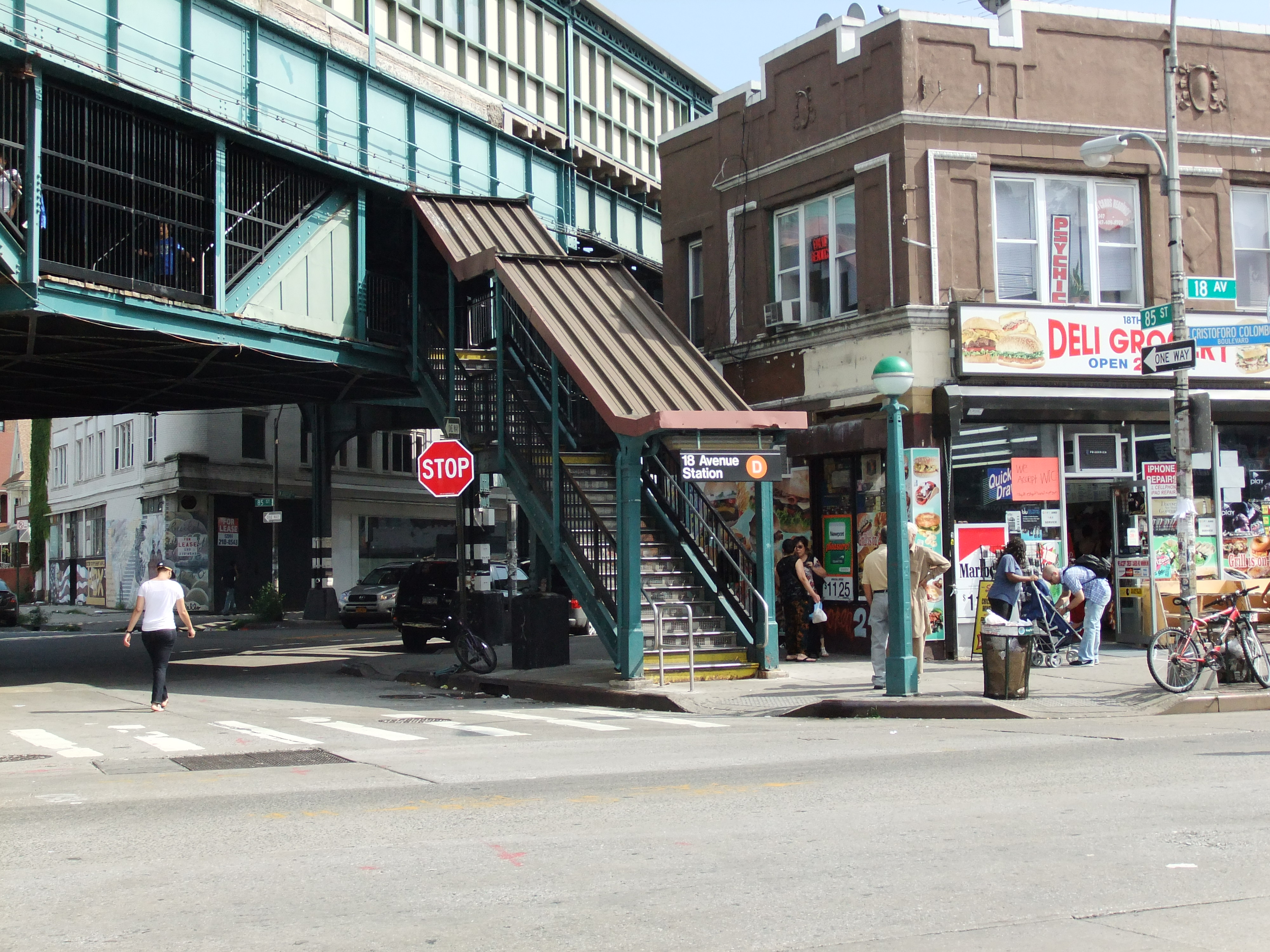
東南街梯

此高架車站在1916年9月15日啟用，設有兩個側式月台和三條軌道。中央軌道不使用。車站位於兩個彎道之間，延長的月台位於兩個方向的北面。

## 外部連結
- nycsubway.org—BMT West End Line: 18th Avenue
- Station Reporter — D Train
- 18th Avenue entrance from Google Maps Street View（页面存档备份，存于）
- Platforms from Google Maps Street View （页面存档备份，存于）